# Selago villicaulis
Selago villicaulis är en flenörtsväxtart som beskrevs av Robert Allen Rolfe. Selago villicaulis ingår i släktet Selago och familjen flenörtsväxter. Inga underarter finns listade i Catalogue of Life.